# 维什基·伊丽莎白
维什基·伊丽莎白（匈牙利語：Viski Erzsébet，1980年2月22日—），匈牙利女子皮划艇运动员。她曾代表匈牙利参加2000年和2004年夏季奥林匹克运动会皮划艇比赛，共获得二枚银牌。